# Joaquín Cortez Huerta
Joaquín Indalicio Cortez Huerta (n. 11 de abril de 1951) es un economista, académico y empresario chileno. Se desempeñó como presidente del Consejo la Comisión para el Mercado Financiero de Chile, cargo que ejerció entre marzo de 2018 y marzo de 2022.
Estudió en el Saint George's College y luego ingeniería comercial en la Pontificia Universidad Católica de Chile, ambos de la capital. Egresó en 1973, contándose entre sus compañeros más destacados René Cortázar, Jorge Desormeaux y César Barros. Más tarde se trasladaría a la Universidad de Chicago, en los Estados Unidos, para cursar un Master of Arts en economía.
Su primer trabajo fue en Odeplan, adonde lo llevó Juan Carlos Méndez, quien después sería director de Presupuestos durante el régimen militar, "quien me convidó a trabajar en el departamento de estudios de Odeplan... Recuerdo que me tocó colaborar en los estudios relacionados con la creación del IVA". Ahí en Odeplan conoció a Miguel Kast y a Ernesto Silva.
Entre 1980 y 1981, trabajó como asesor en el Ministerio de Hacienda de su país y luego como gerente de desarrollo y gerente de finanzas del Banco Edwards. Desde 1986 hasta 1990, laboró en el Banco Central de Chile y posteriormente en el Banco Santander, participando en la creación de Santander Investment, el área de inversiones de la entidad financiera.
Entre 1993 y 1994, se desempeñó como vicepresidente de Bankers Trust en Chile. Desde allí pasó AFP Provida, cuando el banco norteamericano era dueño de la AFP.
En 1999, como gerente de inversiones, fue uno de los promotores de la dura competencia entre Duke Energy y Endesa España por la compra de las acciones de Endesa Chile y Enersis. En 2004 se enfrentó a Telefónica, logrando que la hispana pagara US$ 50 millones adicionales por la compra de la unidad de móviles chilena a la filial en ese país.
Reemplazó a Joaquín Vial en la presidencia de AFP Provida en octubre de 2011.
Dejó el cargo en el mismo mes de 2013 en manos de Víctor Hassi, tras la toma de control por parte de la estadounidense MetLife.

## Nota
1. ↑  El español BBVA tomó control de la firma en 1998.

| Predecesor: Joaquín Vial Ruiz-Tagle | Presidente de AFP Provida 19 de octubre de 2011 - 2 de octubre de 2013 | Sucesor: Víctor Hassi Sabal |

- Datos: Q5405413